# Chanceline Mevowanou
Chanceline Mevowanou, née vers 1997, est une journaliste, slameuse et militante féministe béninoise, fondatrice de l'ONG Jeunes filles actrices de développement (JFAD).

## Biographie
Chanceline Mevowanou naît vers 1997 (elle a 23 ans en 2020). Elle grandit dans le Sud du Bénin, dans la commune d'Avrankou.
À 14 ans, elle s'engage dans sa commune pour la lutte contre la déscolarisation des filles et le respect des droits des filles à travers la prévention des grossesses précoces en milieu scolaire et l'éradication des violences faites aux filles. Elle anime des formations sur les menstruations, la contraception et la sexualité. 
Après l'obtention de son baccalauréat, elle s'inscrit à l'Université d'Abomey-Calavi en linguistique option communication.[réf. nécessaire] Elle se lance dans le militantisme en ligne après avoir eu accès à internet en 2015.
En 2020, elle est la lauréate béninoise du concours Blog4Dev de la Banque mondiale qui porte sur les solutions pour mettre fin aux mariages des filles du Bénin et est sélectionnée comme membre de Generation Equality Youth Task Force.
Elle est slameuse et travaille également comme journaliste.
Elle fait partie des membres fondatrices de la Ligue béninoise des droits des femmes et du Réseau des féministes du Bénin[source insuffisante] et est présidente de l’association Jeune fille actrice de développement qui lutte contre les violences liées au genre.
En 2022, elle est l'une des héroïnes de Les Reflets du monde, bande dessinée de Fabien Toulmé consacrée à des militantes du monde entier,.